# Viabrea
Viabrea és una entitat de població del municipi de Riells i Viabrea, a la comarca de la Selva.
El poble és centrat en l'església de Sant Llop de Viabrea, 

## Història
El municipi de Riells i Viabrea es va constituir el 1787 per la unió de Riells i de Viabrea. Aquest dos termes pertanyien a la Batllia de n'Orri del Vescomtat de Cabrera fins a l'abolició de l'antic règim senyorial.
Malgrat la pertinença a la Batllia de n'Orri, Viabrea havia estat tradicionalment de la Diòcesi de Barcelona, però el 1957 va passar a ser de la Diòcesi de Girona. Per una altra part, malgrat que havia format part de la Vegueria de Girona abans de la Nova Planta, va passar a ser del Corregiment de Mataró durant el S. XVIII.
Durant l'edat mitjana, la població es concentrava al voltant de la parròquia de Sant Esteve de Sabruguera, que posteriorment es coneixerà com a Sant Llop de Viabrea i la primera notícia documental data de l'any 941. Es tracta d'una antiga parròquia rural documentada de 1246 en una butlla del papa Innocenci IV a favor del monestir de Sant Salvador de Breda. A causa de l'escàs poblament va passar a ser sufragània de Sant Martí de Riells entre els segles xvi i xviii.